# Ruth Kligman
Ruth Kligman, née le 25 janvier 1930 à Newark et morte le 1er mars 2010 à New York, est une artiste peintre et écrivaine américaine.
Elle est notamment connue comme la muse des peintres Jackson Pollock et Willem de Kooning.

## Biographie

### Famille et formation
Fille de Morris Kligman (né en 1906 à Philadelphie) et Mary Warman (1910-1989 à Newark), Ruth Kligman voit le jour dans une famille juive de Newark, dans le New Jersey ; ses aïeux sont originaires d'Europe de l'Est. Elle a une soeur jumelle, Iris.
Décidant très jeune qu'elle veut vivre la vie d'artiste depuis qu'elle a lu une biographie de Beethoven à 7 ans, elle étudie à l'Art Students League après avoir déménagé à New York, ainsi qu'à la New School for Social Research et à l'Université de New York.

### Parcours
Peintre abstraite travaillant à New York, ses œuvres comprennent Jeanne d'Arc et la série Light and Deman. Elle évolue dans plusieurs directions à différentes étapes de sa carrière, notamment l'iconographie, la dorure, les toiles courbes, les formes primaires lumineuses et les dégradés inspirés du coucher de soleil. Elle absorbe « toutes les connaissances artistiques qu’elle pouvait auprès (des) hommes talentueux » qu'elle rencontre et expose ses travaux tout au long de sa vie mais ne s’inspire de ses différents mentors expressionnistes abstraits seulement au début de sa carrière.
Des artistes et des photographes la représentent dans leurs œuvres, notamment Irving Penn, Marisol Escobar, Larry Rivers, (en)Timothy Greenfield-Sanders, Bert Stern, (en)Rudy Burkhardt ou Robert Mapplethorpe,. On la compare souvent à Elizabeth Taylor, à laquelle elle ressemble étonnamment.
Elle a déclaré qu'elle et Andy Warhol avaient le « béguin » l'un pour l'autre pendant des années. Ce dernier la mentionne plusieurs fois dans son journal, et écrit que Kligman l’a embrassé à quelques reprises. Ils restent proches jusqu'en 1964, en se soutenant mutuellement dans le monde de l'art. Elle ouvre une galerie à Greenwich Village et y présente en avant-première un court métrage de Warhol, intitulé « Blow Job », en mars. Selon John Giorno, l'une des toiles de Warhol, une Liz Taylor, ressemble beaucoup à Ruth, au moment de sa réalisation, en 1963.
Elle est amie du peintre Jasper Johns qu'elle a demandé en mariage et qui dit d’elle qu’elle « semble exprimer une affection érotique authentique pour les artistes connus »,,. Elle est également proche du peintre Mark Rothko ou du photographe Bern Stern. « Sa beauté et sa personnalité extravertie ont fait d'elle une figure incontournable de la scène artistique new-yorkaise ». Sa fréquentation de nombreux artistes de son époque lui fait déclarer : « Tous les génies de l'art du XXe siècle étaient mes pères, mes amants, mes fils ». Elle explique : « J’ai beaucoup de Vénus dans mon thème. Je pourrais être l’oracle. La Muse. La Déesse. L’incarnation de Vénus. Je suis imprégnée ! Je ne veux pas paraître prétentieuse, mais vous savez ce que je pense : je suis très féminine mais avec un esprit très masculin. Les hommes adorent ça ».
Elle partage longtemps un studio avec le peintre Franz Kline sur la 14e rue dans le centre-ville de Manhattan à New York. Leur amitié est enjouée et Kline la surnomme un jour acerbement « Miss Grand Concourse », « en référence à l'artère principale du Bronx, connue pour son côté tape-à-l'œil et sa séduction ». Kligman emménage dans le studio de Kline, après la mort du peintre en 1962, où elle vit et peint presque jusqu'à la fin de sa propre vie,.
Après une expérience désagréable dans le mannequinat, Kligman entame une relation avec Jackson Pollock en 1956 - alors marié, alcoolique et au sommet de sa gloire mais lassé de sa célébrité - pendant quelques mois avant sa mort, alors qu'elle a 26 ans et lui 44 ans, après leur rencontre dans une galerie de Midtown à Manhattan où elle travaille comme assistante,. Cependant, l’artiste Audrey Flack se souvient qu’au début de la même année, Kligman s’est liée d’amitié avec elle et lui a demandé de lui indiquer qui étaient les meilleurs artistes qu'elle devait connaître et dans quel ordre ; la réponse a été : « Jackson Pollock, Bill de Kooning et Franz Kline », fréquentant tous la Cedar Tavern de Greenwich Village ; sa rencontre avec Pollack ne serait donc pas fortuite. Elle emménage rapidement dans la maison Pollock et de son épouse l'artiste Lee Krasner - ayant fui en Europe - à Springs, un hameau d'East Hampton, « déterminée à convaincre Pollock de se remettre à peindre ». Le compositeur Ned Rorem décrit leur relation comme celle de « deux narcissiques se représentant l'un l'autre »,. Le dernier tableau Red, Black & Silver de Pollock lui serait dévolu, qu'elle essaie de vendre - pour survivre - chez Christie's, dès le début des années 1990 mais qui est refusé à cause d'un manque d'authentification ; Kligman se battra toute sa vie mais vainement pour faire totalement reconnaître ce tableau,.
Le soir du 11 août 1956, alors que Pollock a bu toute la journée, ils se rendent à un concert en décapotable Oldsmobile 88 dans laquelle Pollock et elle voyagent avec Edith Metzger, une amie réceptionniste du salon de beauté habituel de Kligman, mais Pollock accélère et perd le contrôle de son véhicule à Fireplace Road sur les routes d’East Hampton. Le peintre et Metzger meurent dans l'accident alors que Kligman, assise à l'avant, est éjectée et grièvement blessée,,,. Le surnom de « Fille de la voiture de la mort » (Death-car girl), que lui donne le poète Frank O’Hara, la hante toute sa vie,.
Après son hospitalisation, Ruth Kligman aurait intenté une action en justice pour négligence, réclamant 100 000 $ à Lee Krasner, en tant qu'exécuteur testamentaire de Pollock, lui demandant des dommages-intérêts pour l'accident, qui n'aurait accepté de régler que 10 000 $.
Kligman a ensuite une relation pendant plusieurs années durant mais par intermittence, de 1957 à 1961, qui scandalise, avec l'artiste Willem de Kooning, considéré à l'époque comme le principal rival de Pollock. Elle voyage avec lui à Cuba, en Italie et en France. Il l'instruit : « Être en relation avec lui, c'était comme obtenir un doctorat en histoire de l'art », confie Kligman. Il dit d'elle : « Elle me donne vraiment du plomb dans le crayon ». De Kooning intitule son tableau, Ruth's Zowie, d'après l'exclamation de Kligman en le voyant. Il ajoute à son propos : « Elle commençait à peindre, et elle n'était pas stupide non plus… Elle aurait pu devenir peintre, mais personne ne prend une personne très au sérieux quand elle commence à peindre, surtout si c'est une femme ».
Après le battage autour de la mort de Pollock et sa relation avec de Kooning, une réaction puritaine s'abat sur Kligman, « Comme si l’héritage allait être souillé parce que le dieu en question [Pollock] avait une vie privée qui était désapprouvée… les gens lui ont vraiment fait porter le chapeau », explique le critique et historien d'art (en)Robert Pincus-Witten. Elle est ainsi « cultivée et méprisée à parts presque égales » dans le monde des arts. Dans son journal, Warhol qui semble l'estimer, la tient néanmoins pour responsable de l'accident de Pollock.
Elle est mariée à l'artiste Carlos Sansegundo, du milieu des années 1960 à la fin des années 1970. Elle vit alors brièvement à Ibiza, puis, de temps en temps, à Santa Fe au Nouveau-Mexique, sans jamais négliger New York. Ruth Sansegundo dirige un temps une galerie « coopérative » à Washington Square, appelée Washington Square Gallery.
En 1974, elle publie Love Affair: A Memoir of Jackson Pollock, à propos de sa relation avec Pollock,, mais pour une mauvaise langue, les mémoires de Kligman auraient mieux fait de s'intituler Star Fuck, bien qu'elle y précise qu'elle cherchait « plus à être adorée qu’à avoir des relations sexuelles ».
À la fin des années 70, Ruth Kligman se convertit du judaïsme au christianisme. Ensuite, « elle a des visions extatiques occasionnelles... Ses portraits de Jésus surgissent partout dans (son) studio ». Dans les années 1990, « elle passe ses étés à Santa Fe et le reste de l'année à New York ».

### Fin de vie
À la fin de sa vie, toujours en possession du supposé Pollock, Red, Black & Silver, qu'elle ne parvient pas à faire nettement authentifier, tout comme elle n'arrive pas à organiser une grande exposition pour vendre ses propres œuvres, elle vit misérablement d'aides sociales,. Ruth Kligman meurt à 80 ans à l'hôpital Calvary dans le Bronx.
Elle avait déclaré dans une interview : « L’art, c’est ma vie ».

## Au cinéma
En 2000, sort le film biographique Pollock, réalisé et joué par Ed Harris, avec Marcia Gay Harden qui remporte l'Oscar de la meilleure actrice dans un seconde rôle pour son interprétation de Lee Krasner.
À la sortie du film, Ruth Kligman intente un procès contre les producteurs du film, affirmant qu’ils ont violé ses droits d’auteur en utilisant des parties de ses mémoires, Love Affair: A Memoir of Jackson Pollock.